# Филипинска независна црква
Филипинска независна црква (шпански: Iglesia Filipina Independiente; тагалог: Malayang Simbahan ng Pilipinas; латински: Libera Ecclesia Philippina; колоквијално названа Аглипајанска црква) је независна хришћанска конфесија у облику националне цркве на Филипинима. Њен раскол са Римокатоличком црквом прогласили су 1902. године чланови Unión Obrera Democrática Filipina, због злостављања Филипинаца од стране шпанских свештеника и погубљења Хосе Рисала током шпанске колонијалне владавине.
Изабело де лос Рејес био је један од покретача раздвајања и предложио је да поглавар цркве буде бивши католички свештеник Грегорио Аглипај.Такође је позната и као „Аглипајанска црква“, по њеном првом врховном бискупу, Грегорио Аглипају, који је попут Хосе Рисала, касније постао масон, маја 1918. год.
Папа Лав XIII је наложио надбискупу Маниле Бернардињо Нозаледа и Виљи да екскомуницира оне који су покренули раскол. Од 1960. црква је у потпуном заједништву са Епископалном црквом у Сједињеним Државама, а преко ње и целокупном англиканском заједницом.
Чланови цркве верују у одбацивање права ексклузивности на апостолско прејемство од стране папства, дозвољавају свештеничког рукоположење жена, свештенички целибат није обавезан, толерише се масонерија, и подржава се контрацепција и грађанска права за истополне заједнице. Међутим чланови цркве и даље верују у трансупстанцијацију и стварно присуство Христа у евхаристији. Многе светитеље које је Рим канонизовао након раскола 1902. године Аглипајанска црква и њени чланови не признају.
Према подацима из 2017. године врховни бискуп је био Ри Тимбанг, чије је седиште било у Националној катедрали Светог детета у Манили.

## Име
Званично име цркве је Iglesia Filipina Independiente, или, на српском језику, Филипинска независна црква. На цркву или њене чланове се примењује скраћеница скраћеница IFI, као и различита имена на различитим језицима Филипина, као што су илокано: Siwawaya nga Simbaan ti Filipinas; тагалог: Malayang Simbahan ng Pilipinas; кинарај: Simbahan Hilway nga Pilipinhon.